# Gaius Erucius Clarus
Gaius Erucius Clarus war ein römischer Senator und Konsul des 2. Jahrhunderts n. Chr.
Erucius wurde im Jahr 170 zusammen mit Marcus Gavius Cornelius Cethegus ordentlicher Konsul. Vermutlich unmittelbar nach seinem Konsulat, vielleicht von 171 bis 174, war er Statthalter (legatus Augusti pro praetore) von Syria Palaestina.
Erucius war wahrscheinlich ein Sohn des Sextus Erucius Clarus, Konsul im Jahr 146. Er war mit Pompeia Triaria, der Tochter des Aulus Iunius Rufinus, Konsul im Jahr 153, verheiratet. Sein Sohn war Gaius Iulius Erucius Clarus Vibianus, der 193 Konsul wurde.